# Hemelgarn Racing
Hemelgarn Racing – były amerykański zespół wyścigowy, założony w 1985 roku przez Rona Hemelgarn. W historii startów ekipa pojawiała się w stawce CART Indy Car World Series, Indy Racing League oraz Indianapolis 500.

## Kierowcy
- Brian Bonner 1993
- Scott Brayton 1986–1989
- Jeff Bucknum 2006
- P.J. Chesson 2006
- Paul Dana 2005
- Stan Fox 1991–1995
- Spike Gehlhausen 1985
- Scott Goodyear 1989–1990
- Stephan Gregoire 1996
- Davey Hamilton 1991; 1995
- Richie Hearn 2003, 2007
- Ludwig Heimrath 1988–1989
- Gordon Johncock 1988–1989; 1991–1992
- Ken Johnson 1988
- Jimmy Kite 2005
- Buddy Lazier 1990–2003; 2008
- Arie Luyendyk 1987
- Enrique Mansilla 1985
- Chris Menninga 2001
- Brad Murphey 1996–1997
- Tero Palmroth 1989
- Michael Roe 1985
- Dick Simon 1978–1979
- Tom Sneva 1988–1989
- Lyn St. James 1997
- Didier Theys 1989
- Johnny Unser 1997–1999
- Robby Unser 1989
- Jacques Villeneuve 1986
- Rich Vogler 1987
- Billy Vukovich III 1989–1990
- Stan Wattles 2000–2001